# Jakub Jedlinský (ekonom)
Jakub Jedlinský (* 30. července 1987) je český makroekonom, podnikatel, odborník na kryptoměny a vysokoškolský pedagog.

## Studium
Absolvoval magisterský program Evropská ekonomická integrace na VŠE (Ing.) a program Právo a právní věda na Právnické fakultě UK (Mgr.). Po ukončení magisterských studií započal postgraduální studium na Fakultě mezinárodních vztahů VŠE v Praze, v průběhu kterého se soustředil na výzkum alternativních měnových systémů. Za své studium byl v roce 2016 odměněn Cenou Josefa Hlávky pro nadané studenty. Část doktorského studia strávil na Kingston University v Londýně pod vedením ekonoma Steva Keena. Stáž byla zaměřena zejména na stock-flow konsistentní modelování a obsluhu Keenem spoluvytvořeného softwaru Minsky pro matematické modelování.[zdroj?] Tento software Jakub Jedlinský také využil k simulacím ve své disertační práci na téma Alternativní pohled na měnový systém EU: zkoumání pomocí dynamických SFC modelů, kterou obhájil v roce 2018 (Ph.D).

## Akademická činnost
V roce 2014 v průběhu svého fungování na VŠE založil první ekonomický kryptoměnový kurz na světě,[zdroj?] ve kterém využíval kryptoměnu NXT pro studijní účely. Výuce kryptoměn se věnuje i v rámci dalších kurzů na VŠE – v současné době tato univerzita provozuje kurzy Bitcoin and blockchain a Kryptoměny a další alternativní měnová řešení ve světové praxi. Ve vlastní vědecké práci se věnuje zejména konceptu měn včetně těch virtuálních a měnových systémů.

## Kryptoměny
Hlavní specializací Jakuba Jedlinského je fundamentální analýza a design tokenomik – matematických modelů kryptoměnových projektů, k čemuž využívá kromě jiného také metody SFC modelování.
Věnuje se popularizaci kryptoměn a na téma kryptoměn je také často citován v médiích.